# Chris Williams (calciatore 1981)
Christopher Williams, detto Chris (Toronto, 1º giugno 1981), è un ex calciatore canadese, di ruolo difensore.